# 박우식 (연예인)
박우식(1983년 11월 28일 ~ )은 대한민국의 연예인이다.

## 학력
- 고등학교 (중퇴)

## 상세

### 활동 이력
1983년 폐기물 줍는 집안에서 태어났다. 고등학교를 중퇴했다. 슈퍼스타K2에 공개적으로 오디션을 보면서 동성애자임을 커밍아웃하면서 화제가 됐다.
2010년 커밍아웃 이후 본인 피셜로 정말 힘들게 살아왔다고는 한다. 온갖 욕설과 부모 욕까지 들었다고 주장했다.
한편 박우식은 절도, 무면허 운전, 폭행 등 전과 13범이다. 이후 감옥에서 복역했다.
2021년 2월 A1 엔터테인먼트에 소속되었다. 이후 연예인 생활을 이어갔다.